# Protetorado da Somalilândia
Protetorado da Somalilândia (oficialmente em inglês:  "Trust Territory of Somaliland under Italian administration" ou em italiano:  Amministrazione fiduciaria italiana della Somalia) foi um território sob tutela das Nações Unidas situado na atual região nordeste, central e sul da Somália. Foi administrada pela Itália de 1950 a 1960, após a dissolução da antiga Somalilândia Italiana. 